# Шоу, Фрэнки
Фрэ́нки Шо́у (англ. Frankie Shaw; 11 ноября 1986, Бостон, Массачусетс, США>) — американская актриса, режиссёр, сценарист, продюсер и комедиантка. Номинантка на премию «Золотой глобус» (2018) в номинации «Лучшая женская роль в телевизионном телесериале — мюзикл или комедия» за роль Бриджитт Бёрд в телесериале «Одинокая мамаша» (2017—2019), создателем, режиссёром, продюсером и сценаристом которого она является.

## Биография
Рэйчел Фрэнсис Шоу родилась в Бостоне (штат Массачусетс, США). Шоу выросла в Бруклайне, штат Массачусетс. Родственники Шоу по материнской линии родом из Южного Бостона. Родители Шоу развелись, когда ей было четыре года. Она выросла в доме матери-одиночки со старшим сводным братом, которая владеет баром в Бостоне.
Шоу посещала школу Майкла Дрисколла в Бруклайне, в течение учёбы в которой она играла в стритбол на корте в соседнем парке. Шоу сказала, что баскетбол был константой её детства, и она включила его в пилотный и третий эпизод «Одинокой мамаши». После получения стипендии на первом курсе, Шоу перешла в частную школу Milton Academy в Милтоне, штат Массачусетс, которую она окончила в 2000 году. В 2007 году она окончила Барнард-колледж со степенью по литературе.
После окончания колледжа, Шоу решила переехать в Лос-Анджелес, но обнаружила, что она беременна. Большая часть её борьбы за получение актёрской работы, будучи матерью-одиночкой, является свободным источником вдохновения для «Одинокой мамаши».
Короткометражный фильм Шоу «Одинокая мамаша» 2014 года, который она написала, сняла и снялась вместе с Томасом Миддлдитчем, получил награду жюри Премии короткометражного кино 2015 года за художественную литературу США в Сандэнсе. В 2015 году «Одинокая мамаша» была заказана Showtime в качестве получасового комедийного телешоу с Шоу в роли создателя, сценариста, режиссёра, исполнителя главной роли и продюсера сериала. В 2018 году Шоу была номинирована на премию «Золотой глобус» (2018) в номинации «Лучшая женская роль в телевизионном телесериале — мюзикл или комедия» за роль в сериале.
С 27 августа 2016 года Шоу замужем за сценаристом, продюсером и режиссёром Заком Штрауссом. У неё есть сын, Айзек Лав Шоу (род. 2008), от отношений с режиссёром и актёром Марком Уэббером.

## Избранная фильмография
| Год       |   | Русское название                      | Оригинальное название        | Роль                |
| --------- | - | ------------------------------------- | ---------------------------- | ------------------- |
| 2005      | с | Закон и порядок: Преступное намерение | Law & Order: Criminal Intent | Маррисса            |
| 2010—2011 | с | Реальные парни                        | Blue Mountain State          | Мэри Джо Каччиаторе |
| 2012      | с | C.S.I.: Место преступления Нью-Йорк   | CSI: NY                      | Келли Роуз          |
| 2012      | с | Две девицы на мели                    | 2 Broke Girls                | Кифер               |
| 2013      | ф | Хорошенькая                           | The Pretty One               | Клаудия             |
| 2014      | с | Правила смешивания                    | Mixology                     | Фабьенн             |
| 2015      | с | Мистер Робот                          | Mr. Robot                    | Шейла Нико          |
| 2016      | с | С чистого лица                        | Flaked                       | Наташа              |
| 2016      | с | Образцовые бунтарки                   | Good Girls Revolt            | Наоми               |
| 2017      | ф | Сильнее                               | Stronger                     | Гейл Хёрли          |
| 2017—2019 | с | Одинокая мамаша                       | SMILF                        | Бриджитт Бёрд       |
| 2021      | ф | Без резких движений                   | No Sudden Move               | Паула Коул          |